# Ingolf Olsen
Ingolf Olsen (født 25. juni 1943 i Blågårdsgade på Nørrebro) er en dansk guitarist og sanger.

## Karriere
Olsens karriere begyndte i 1963.  Hans repertoire spænder fra middelaldermusik over danske salmer til nyere musik. Udover klassisk guitar behersker Olsen også strengeinstrumentet lut.
Han har turneret i Europa og optrådt i både radio og tv og har indspillet adskillige albums gennem årene.